# Haplochromis obtusidens
Haplochromis obtusidens – gatunek słodkowodnej ryby okoniokształtnej z rodziny pielęgnicowatych (Cichlidae). Niekiedy wydzielany był do monotypowego rodzaju Gaurochromis Greenwood, 1980.
Występuje w Afryce Wschodniej, w płytkich strefach Jeziora Wiktorii, na obszarze państw Kenii, Tanzanii, Ugandy.
Dorasta maksymalnie do 11,4 cm długości standardowej. Odżywia się owadami i mięczakami.